# Vallerstads landskommun
Vallerstads landskommun var en tidigare kommun i Östergötlands län.

## Administrativ historik
När 1862 års kommunalförordningar trädde i kraft inrättades i Sverige cirka 2 500 kommuner. Huvuddelen av dessa var landskommuner (baserade på den äldre sockenindelningen), vartill kom 89 städer och åtta köpingar. I Vallerstads socken i Bobergs härad i Östergötland inrättades då denna kommun.
Den 1 januari 1949 (enligt beslut den 6 februari 1948) överfördes från Vallerstads landskommun till Järstads landskommun fastigheterna Stagelstorp 1:1, 2:1 och 3:1, med 13 invånare och omfattande en areal av 0,44 km², varav 0,42 km² land.
Vid kommunreformen 1952 uppgick denna  i storkommunen Bobergs landskommun som 1971 upplöstes då denna del uppgick i Mjölby kommun.

## Politik

### Mandatfördelning i Vallerstads landskommun 1942-1946
| 4 | 16 |

| 20 |

| 14 | 6 |

| 20 |